# Luis Alberto Cabral
Luis Alberto Cabral Vázquez (Paraguay; 23 de septiembre de 1983) es un futbolista paraguayo. Juega de Defensa y su equipo actual es Deportivo Recoleta de la Segunda División de Paraguay.

## Clubes
| Club                | País     | Año         |
| ------------------- | -------- | ----------- |
| Guaraní             | Paraguay | 2005        |
| Fernando de la Mora | Paraguay | 2006        |
| Sol de América      | Paraguay | 2007- 2011  |
| Guaraní             | Paraguay | 2012 - 2019 |
| Sportivo Luqueño    | Paraguay | 2020 - 2021 |
| River Plate         | Paraguay | 2021 - 2022 |
| Tacuary             | Paraguay | 2022 - 2024 |
| Deportivo Recoleta  | Paraguay | 2024        |

### Goles en la Copa Libertadores
| Resultados | Resultados | Resultados | Resultados | Lugar    | Estadio                      | Fecha               | Temporada | Gol(es) |
| ---------- | ---------- | ---------- | ---------- | -------- | ---------------------------- | ------------------- | --------- | ------- |
| Guaraní    | 3          | 1          | Zamora     | Asunción | Estadio Defensores del Chaco | 12 de abril de 2017 | 2017      | 1 gol   |

Para un total de 1 gol.

## Selección nacional

### Goles en la Selección
| Resultados | Resultados | Resultados | Resultados | Lugar      | Estadio     | Fecha                  | Tipo     | Gol(es) |
| ---------- | ---------- | ---------- | ---------- | ---------- | ----------- | ---------------------- | -------- | ------- |
| Paraguay   | 1          | 2          | Chile      | Talcahuano | Estadio CAP | 4 de noviembre de 2009 | Amistoso | 1 gol   |

## Palmarés

### Campeonatos nacionales
| Título          | Club    | País     | Año  |
| --------------- | ------- | -------- | ---- |
| Torneo Clausura | Guaraní | Paraguay | 2016 |
| Copa Paraguay   | Guaraní | Paraguay | 2018 |

- Datos: Q3840332